# الراجل اللي باع الشمس (فلم)
الراجل اللي باع الشمس  فيلم من إخراج نيازي مصطفى عام 1983  كتب أيضا قصتها والسيناريو وكتب الحوار أحمد عبد الوهاب. الفيلم بطولة سعيد صالح، يونس شلبي، عفاف شعيب، رغدة، وحيد سيف، وعلي الشريف  وتدور الأحداث حول جميل العامل بمحل عزوز الجواهرجي الذي يكلفه بحمل حقيبة مجوهرات إلى الجزار عطية كي تختار ابنته الشبكة، ويقع خلاف بين الجزار والخطيب، فيؤجل اختيار الشبكة، ويضطر جميل إلى الإقامة في أحد الفنادق الكبرى لكي يتمكن من حفظ المجوهرات بخزينة أمانات الفندق.
صدر الفيلم إلى دور العرض المصرية في 3 يناير 1983.
منح موقع قاعدة بيانات الأفلام على الإنترنت (IMDB) الفيلم درجة 3.7/ 10.
منح موقع قاعدة بيانات الأفلام العربية «السينما.كوم» الفيلم درجة 5.3/ 10.

## طاقم التمثيل
سعيد صالح: في دور البروفيسور جميل محمد أحمد (أستاذ الطاقة الشمسية في أمريكا)
يونس شلبي: في دور جميل محمد أحمد (العامل بمحل الجواهرجي عزوز)
عفاف شعيب: في دور سعاد قاسم (حبيبة جميل والموظفة بفندق هوليداي إن)
رغدة: في دور سوزي (سكرتيرة البروفيسور جميل)
وحيد سيف: في دور سيد الحرامي (عم جميل)
علي الشريف: في دور المعلم عطية (الجزار)
سلامة إلياس: في دور عزوز ونيس (الجواهرجي)
عبد الله إسماعيل: في دور سرحان (شقيق سعاد)
محمد أبو حشيش: في دور الشاويش
سمير رستم: في دور أمين الشرطة
حسان اليماني: في دور حسان فضل
عبد السلام الدهشان: في دور مفتش التموين
حسين الشريف: في دور أمين شرطة 2
أحمد حسين: في دور ضابط قسم الشرطة
سهير زكي: في دور الراقصة
بالاشتراك مع: شريفة زيتون - عادل هاشم - فتحية عبد الغني - عبد الحميد أنيس - إبراهيم قدري - نادية شمس الدين - مصطفى سعيد - مصطفى علاء الدين - مصطفى الشريف - ناهد ندا - مختار السيد - حمدي سالم.

## أحداث الفيلم
يقيم جميل محمد أحمد (سعيد صالح)، أستاذ الطاقة الشمسية، في أمريكا، وله أبحاث في الطاقة الشمسية يمكن إستخدامها على نطاق واسع. يقترح عبد القادر وجدي (عبد الرحيم أبو خطوة) سكرتير الأستاذ جميل، كذلك سكرتيرته سوزي (رغدة) الذهاب إلى القاهرة لبيع بحثه هناك، ولكنه يرفض. يقوم عبد القادر بسرقة البحث بمساعدة سوزي، بعد وضع، على وجهه، قناع يشبه وجه الدكتور جميل ويسافروا سويا إلى القاهرة لبيع الاكتشاف للمستثمر عدنان فخر الدين (عادل هاشم).
يعمل جميل محمد أحمد (يونس شلبي) في محل الجواهرجي عزوز ونيس (سلامة إلياس) ويقيم مع عمته (فتحية عبد الغني) وعمه الحرامي سيد (وحيد سيف)، ويقيم أمامهم سرحان قاسم (عبد الله إسماعيل) وكيل المدرسة وشقيقته سعاد قاسم (عفاف شعيب) التي تعمل بفندق الهوليداي إن ويحبها جميل. يطلب عزوز من جميل حمل شنطة بها 30 قطعة من المجوهرات والذهاب مع المعلم عطيه الجزار (علي الشريف) لكي تنتقي إبنته شبكة زواجها، ويحدث خلاف بين العريس (عبد السلام الدهشان) وبين المعلم عطيه، ويتم فسخ الخطبة. يعود جميل إلى المحل ويجده مغلقا، ويذهب لمنزل عزوز فيجده قد سافر، وترفض الخادمة (نادية شمس الدين) استلام الحقيبة. يخشى جميل على المجوهرات من عمه الحرامي، فتقترح عليه سعاد أن يقوم باستئجار غرفة في الفندق الذي تعمل به ويضع الحقيبة في خزينة الفندق. يذهب جميل إلى الفندق ليجد غرفة بإسمه ويظن ان سعاد قد حجزت له. يحضر عبد القادر ويكتشف أن هناك تشابه أسماء مع الدكتور جميل، ويقترح على جميل (يونس شلبي) أن يحل محله في بيع الإختراع لقاء مبلغ من المال، خصوصا وأن عدنان لا يعرف شكل الدكتور جميل. يطلب عدنان الرسوم التطبيقية للمشروع مقابل نصف مليون جنيه. يحضر سرحان للبحث عن شقيقته سعاد، ويشاهد جميل جاره ويريد فضح سره، ولكنهم يقنعوه انه الدكتور، ويحضر سيد الحرامي للبحث عن جميل. يطلب عدنان أن يتم التوقيع على الإتفاق في مؤتمر صحفي للدعاية ولكي يرد الدكتور على أسئلة الصحفيين. تبدأ خيوط المؤامرة في الانكشاف ويقوم عبد القادر وسوزي بسرقة إيصال الخزينة من جميل واسترداد شنطة المجوهرات والهروب بها. تلقي الشرطة القبض على جميل بتهمة انتحال شخصية الدكتور جميل، ولكنهم يكتشفوا تشابه الأسماء وأنه ضحية، وينشروا في الصحف أنه قد تم الإتفاق ليفهم عبد القادر وسوزي أن جميل لم ينكشف، فيعودون من أجل المال. وعندما يحضر عبد القادر تحدث المفجأة بحضور الدكتور جميل الحقيقي، ويصبح هناك إثنين جميل متشابهين شكلا وثلاثة متشابهين في الأسماء. تحدث عدة مفارقات كوميدية ويتم القبض على الجميع، بينما يبيع الدكتور جميل اختراعه نظير مليون دولار، ويمنح مكافأة لجميل الجواهرجي الذي يتزوج من سعاد قاسم.

## وصلات خارجية
- مقالات تستعمل روابط فنية بلا صلة مع ويكي بيانات
- الراجل اللي باع الشمس على موقع الدهليز
- الراجل اللي باع الشمس على موقع كاروهات

https://www.kinopoisk.ru/film/1139883/ الراجل اللي باع الشمس (فيلم)
https://www.themoviedb.org/movie/783174 الراجل اللي باع الشمس (فيلم)